# دييغو كوشين
دييغو كوتشين (من مواليد 19 مارس 2006) هو لاعب كرة قدم أمريكي محترف يلعب كحارس مرمى لفريق برشلونة أتليتيك الإسباني.

## المسيرة الكروية
وُلِد كوتشين في ميامي بولاية فلوريدا لأم بيروفية وأب فنزويلي، وبدأ مسيرته مع أكاديمية ويستون، حيث بدأ مسيرته في البداية كلاعب في الملعب الخارجي، قبل أن يتحول إلى حارس مرمى في سن الثامنة لتغطية زميل مريض في الفريق. لعب أيضًا لصالح نادي ويست باينز يونايتد في فلوريدا، وبعد انتقال والديه إلى إسبانيا في عام 2018 لأسباب تتعلق بالعمل، لعب لصالح جامعة مارسيت لكرة القدم بالإضافة إلى نادي تكنو فوتبول سي إف.

## المسيرة الدولية
مثل كوتشين الولايات المتحدة على المستوى الدولي للشباب. لا يزال مؤهلاً لتمثيل بيرو أو فنزويلا. في يناير 2022، تلقى دييغو أول استدعاء له من فريق YNT الأمريكي لمعسكر تدريبي في IMG في براندنتون. في 15 مارس 2022، ظهر كوتشين لأول مرة مع منتخب الولايات المتحدة تحت 17 عامًا ، ثم أصبح قائدًا للفريق في بعض الأحيان وحصل على ترشيح لجائزة أفضل لاعب شاب في كرة القدم الأمريكية لعام 2022. ثم ظهر لأول مرة مع منتخب الولايات المتحدة تحت 19 عامًا في 24 مارس 2024، ضد منتخب إنجلترا تحت 19 عامًا، مما أسفر عن فوز الولايات المتحدة 3-2. تلقى أول استدعاء له للانضمام إلى منتخب الولايات المتحدة الأول لكرة القدم للرجال خلال النافذة الدولية في سبتمبر 2024.

## إحصائيات المهنة
| نادي                  | موسم                  | الدوري                | الدوري    | الدوري  | كوب       | كوب     |
| نادي                  | موسم                  | قسم                   | التطبيقات | الأهداف | التطبيقات | الأهداف |
| --------------------- | --------------------- | --------------------- | --------- | ------- | --------- | ------- |
| برشلونة اتليتيك       | 2023–24               | الاتحاد الأول         | 1         | 0       | —         | —       |
| برشلونة اتليتيك       | 2024–25               | الاتحاد الأول         | 10        | 0       | —         | —       |
| برشلونة اتليتيك       | المجموع               | المجموع               | 11        | 0       | 0         | 0       |
| مجموع المسيرة المهنية | مجموع المسيرة المهنية | مجموع المسيرة المهنية | 11        | 0       | 0         | 0       |